# 로버트 해론

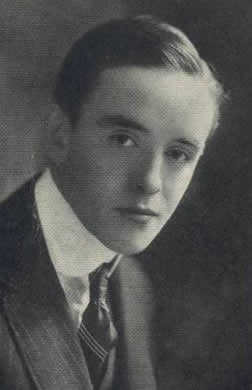

로버트 해론(Robert Emmett Harron, 1893년 4월 12일 ~ 1920년 9월 5일)는 미국의 배우, 영화배우이다.
뉴욕에서 태어났으며 뉴욕에서 사망하였다.

## 영화
- 인톨러런스 (1916년)
- 어벤징 컨션스: 오어 '다우 셜트 낫 킬' (1914년)
- 어둠의 집 (1913년)
- 보이지 않는 적 (1912년)
- 픽 앨리의 총잡이 (1912년)
- 어 드렁커스 리포메이션 (1909년)
- 론리 빌라 (1909년)